# エドガー・ライス・バローズ
エドガー・ライス・バローズ（英語: Edgar Rice Burroughs, 1875年9月1日 - 1950年3月19日）はアメリカの小説家。「エドガー・ライス・バロウズ」（ハヤカワ文庫SF）、「E・R・バローズ」（創元推理文庫）の表記もある。頭文字で単にERBとも書かれる。

## 概略
代表作はSF小説『火星のプリンセス』を始めとする火星シリーズと、ターザン・シリーズなどの冒険小説、ペルシダー・シリーズなどの秘境探検小説で、これらは「（バローズの）3大シリーズ」と呼ばれ、創作活動の初期から終期まで継続して書き継がれた（金星シリーズを含めた場合は4大シリーズ）。火星シリーズや金星シリーズは惑星冒険ものや剣と惑星もの、ペルシダーシリーズはロストワールドものにも該当し、それらの代表であるが、しかし最初の作品ではない。
作風としては、恋に彩られた冒険ものが多く、SF小説の多くがそれに当てはまる。ハードSFは「月からの侵略」（月シリーズの第2部）などごく少数に留まる。

### 生涯と著作
1875年9月1日
アメリカ合衆国イリノイ州シカゴで誕生。4人兄弟の末子。父は工場経営者で、元大尉（旧北軍に所属）。軍人気質であり、厳しい性格だった。
少年期
父の指示により、軍人養成学校に入学するが、退学する。ウエストポイント陸軍士官学校へも入学できず、軍人になる事を諦める。父の会社の事務員、騎兵隊員、会計係などの職を転々とする。
最終学歴はミシガン・ミリタリー・アカデミー（軍事教育を重視する私立高等学校）。卒業後、第7騎兵隊に入隊し、アリゾナ州フォート・グラントに配属された。
1900年
10年の交際を経て、エマ・ハルバートと結婚する。
この時期、鉱山師、鉄道保安官、速記屋、セールスマンなどに転職。広告代理店などの事業も行ったが、全て長続きしていない。
1911年
オール・ストーリーズ・マガジン社に送った小説原稿『デジャー・ソリス、火星のプリンセス』（Dejah Thoris, Princess of Mars）の前半がトーマス・ニューウェル・メトカーフに気に入られ、採用となる。
1912年
2月から6月にかけて、「オール・ストーリー」に処女作『火星の月の下で』（Under the Moons of Mars、後に『火星のプリンセス』と改題）が連載される。原稿料は400ドル。
第2作『トーンの無法者』 (The Outlaw of Torn 未訳)を書き上げるが、雑誌社に掲載を断られる。この作品は13世紀のイギリスを舞台にした歴史小説でアクションシーンも多い。なお、グレイストーク卿（ターザンの先祖）が登場するシーンがある。
10月、第3作『類猿人ターザン』（ターザン・シリーズの第1作）掲載。原稿料は700ドル、とバローズは記憶している。
1913年
2月、父が死亡。13日後、第3子が誕生。
『ターザンの復讐』（シリーズ第2作）が、オール・ストーリーに掲載を断られる。ライバル誌のニュー・ストーリーに売り込み、1000ドルで採用され、6月号から掲載される（全7回）。
これをきっかけに、人気大衆小説家としての地位を確立し、貧困生活から脱出。以後、精力的に創作活動に従事する。
1914年
初の単行本である『類猿人ターザン』が刊行。
時期不明
第一次世界大戦（1914年-1918年）に陸軍少佐として応召。
1916年～1924年
火星シリーズ、ターザン・シリーズなどで成功するも、「荒唐無稽な話しか書けない」と批判される。恋愛小説、現代小説を手がける（#未訳）が、売れ行きは芳しくなく、以後は冒険小説・SF小説に絞る。
1917年
『火星のプリンセス』出版。単行本としては5冊目に当たる。
カリフォルニア州サンフェルナンド谷に土地を購入、豪邸を建ててランチョ・ターザナと命名。後にバローズを称え、この土地は正式にターザナと命名された。
1930年
『火星の秘密兵器』がブルー・ブック・マガジンに掲載。火星シリーズ、ターザン・シリーズ、ペルシダー・シリーズ他の諸作品で流行作家として地位が確立しており、原稿料は8000ドル（処女作の20倍）に跳ね上がった。
1935年
最初の妻と離婚。
1939年頃
ハワイを訪れるようになり、以後、何度も足を運ぶ。
1941年
2番目の妻と離婚。
真珠湾攻撃を目撃。現地の新聞社に何度も投稿した。
1944年頃
従軍記者として第二次世界大戦に参加。以後、創作活動を中断する。
ロサンゼルス・タイムズの特派員に志願。B-29の爆撃にも参加。
マリアナ作戦に特派員として参加。
1950年3月19日
カリフォルニア州エンシーノで心臓病のため死去。この時点での単行本は60冊。

### 再評価、ロングセラー化
1950年 - 1954年頃
作品のほとんどが絶版になった。
1955年
ファンタジー･プレス社のロイド･アーサー･エシュバッハが、埋もれていた作品群を偶然見つけ、2作（『失われた大陸』（The Lost Continent）と、『マン・イーター』（Man Eater 未訳））を独断でパンフレット版の形態で刊行。
1957年
ブラドフォード・M・デイが、上記2作をクロス装で刊行。タイトルは『失われた大陸とマン・イーター』。
1959年
ウィルマ・カンパニーが、『ファリスの店から来た娘』（The Girl from Farris's 未訳）を、ほとんど判読不能な小型本で刊行。
1962年
古書店経営者が、バローズの著作権が切れている事を確認、カナベラル・プレスの名で復刻を開始する。他社も参入し、ターザンの模倣作品まで発刊されるようになる。
ターザン・シリーズの第2次ブームが始まる。この年の売り上げは、1000万部に達したといわれている（アメリカ国内のみの数字。なお、これはペーパー・バックの総売り上げの1/30に相当する）。
1962年～1963年
訴訟や告訴の応酬が始まる。その後、協定が結ばれ、エース・ブックスがペルシダー・シリーズと金星シリーズ、バランタインは火星シリーズとターザン・シリーズ、カナベラル・プレスはその他すべての作品の権利（未刊行本を含む）を所有することになった。
未発表原稿が発見される（「野性のペルシダー」（Savage Pellucidar）、「金星の魔法使」（The Wizard of Venus）、「タンゴール再登場」。全て短編）。
1963年～1965年
未発表原稿が、順次カナベラル・プレスから刊行される。また、雑誌掲載されながら刊行されていなかった作品も単行本化。
- "Savage Pellucidar"（『ペルシダーに還る』）、1963年。
- "Tales of the Three Planets" （『金星の魔法使』。「金星の魔法使」（The Wizard of Venus）、「タンゴール再登場」他を収録）、1964年。
- "Tarzan and the Madman"（『ターザンと狂人』）、1964年。
- "John Carter of Mars"（『火星の巨人ジョーグ』）、1964年。
- "Tarzan and the Castaways"（『勝利者ターザン』）、1965年。

1967年
69冊目の単行本"I am a Barbarian"（『カリグラ帝の野蛮人』）が刊行される。
時期不明
遺稿"Tarzan: The Lost Adventure"（未訳）を、中堅作家ジョー・R・ランズデールが完成させる。
1960年代 - 1970年代
日本では、早川書房と東京創元社がバローズの作品を刊行した。

## 単行本リスト
刊行年は単行本化のもの。アメリカ版の刊行年は、リチャード・A・ルポフ　『バルスーム』　厚木淳訳、東京創元社、1982年、261-265頁に拠った。
日本語版タイトルは、ターザン・シリーズは早川書房版、それ以外は東京創元社版を表記。両社から出ているものは、それぞれに明記した。
なお、原文は、プロジェクト・グーテンベルクで入手して読むことができる。

### 火星シリーズ
1. 火星のプリンセス（1965年）（A Princess of Mars、1917）
2. 火星の女神イサス（1965年）（The Gods of Mars、1918）
3. 火星の大元帥カーター（1966年）（The Warlord of Mars、1919）
4. 火星の幻兵団（1966年）（Thuvia, Maid of Mars、1920）
5. 火星のチェス人間（1966年）（The Chessmen of Mars、1922）
6. 火星の交換頭脳（1966年）（The Master Mind of Mars、1928）
7. 火星の秘密兵器（1967年）（A Fighting Man of Mars、1931）
8. 火星の透明人間（1967年）（Swords of Mars、1936）
9. 火星の合成人間（1968年）（Synthetic Men of Mars、1940）
10. 火星の古代帝国（1968年）（Llana of Gathol、1948） - 4篇の連作中編集。
  1. 古代の死者たち
  2. 火星のブラック・パイレーツ
  3. 火星の冷凍人間
  4. 火星の透明人間
11. 火星の巨人ジョーグ（1968年）（John Carter of Mars、1964） - 2篇を収録。
  1. 火星の巨人ジョーグ
  2. 木星の骸骨人間

### 金星シリーズ
1. 金星の海賊（1967年）（Pirates of Venus、1934）
2. 金星の死者の国（1968年）（Lost on Venus、1935）
3. 金星の独裁者（1969年）（Carson of Venus、1939）
4. 金星の火の女神（1969年）（Escape on Venus、1946）
5. 金星の魔法使（1970年）（Tales of the Three Planets、1964）

『金星の魔法使』は4作を収録した短編集で、金星シリーズは表題作のみ。創元版はカナベラルプレス版を底本としており、他3篇は「5万年前の男」「さいはての星のかなたへ」「タンゴール再登場」。エースブックス版"Wizard on Venus"は、「金星の魔法使」と'Pirates Blood'（未訳）の2作を収録している。

### ムーン・シリーズ（月シリーズ）
1. 月の地底王国（早川 1970年）/ 月のプリンセス（創元 1978年）（The Moon Maid、1926）
2. 月人の地球征服（早川 1970年）/ 月からの侵略（創元 1978年）（The Moon Men）

The Moon MenはThe Moon Men、The Red Hawkの2編の合本であり、ムーン・シリーズは全体で3部作の構成である。アメリカ（McClurg．）では、全1巻としてハードカバー版が刊行されているが、第2部と第3部は約1/5が削除されている。エース・ブックスのペーパーブック版は、雑誌掲載版を収録した完全版である。

### ターザン・シリーズ
1. 類猿人ターザン（早川 1971年）/ ターザン（創元 1999年）（Tarzan of the Apes、1914）
2. ターザンの復讐（早川 1971年）/ ターザンの帰還（創元 2000年）（The Return of Tarzan、1915）
3. ターザンの凱歌（1972年）（The Beasts of Tarzan、1916）
4. ターザンの逆襲（1982年）（The Son of Tarzan、1917）
5. ターザンとアトランティスの秘宝（1972年）（Tarzan and the Jewels of Opar、1918）
6. ターザンの密林物語（1974年）（Jungle Tales of Tarzan、1919）※ターザンの少年期を描く短篇集
7. 野獣王ターザン（英語版）（1972年）（Tarzan the Untamed、1920）
8. 恐怖王ターザン（1972年）（Tarzan the Terrible、1921）
9. ターザンと黄金の獅子（1973年）（Tarzan and the Golden Lion、1923）
10. ターザンと蟻人間（1973年）（Tarzan and the Ant Men、1924）
11. 密林の王者ターザン（河出書房、1955年）（Tarzan, the Lord of the Jungle、1928）※ハヤカワ文庫からは未刊
12. ターザンと失われた帝国（1974年）（Tarzan and the Lost Empire、1929）
13. 地底世界のターザン（早川 1971年）/ ターザンの世界ペルシダー（創元 1976年）（Tarzan at the Earth's Core、1930）※ペルシダー・シリーズの第4巻を兼ねる。
14. 無敵王ターザン（1974年）（Tarzan the Invincible、1931）
15. ターザンと呪われた密林（1980年）（Tarzan Triumphant、1932）
16. ターザンと黄金都市（1974年）（Tarzan and the City of Gold、1933）
17. ターザンとライオン・マン（1980年）（Tarzan and the Lion Man、1934）
18. ターザンと豹人間（1982年）（Tarzan and the Leopard Men、1935）
19. （未訳）（Tarzan's Quest、1936）
20. ターザンと禁じられた都（1980年）（Tarzan and the Forbidden City、1938）
21. ターザンと女戦士（1979年）（Tarzan the Magnificent、1939）
22. （未訳）（Tarzan and the Foreign Legion、1947）
23. ターザンと狂人（1976年）（Tarzan and the Madman、1964）
24. 勝利者ターザン（1978年）（Tarzan and the Castaways、1965） - 以下の3篇からなる短篇集。
  1. ターザンと難船者
  2. ターザンとチャンピオン（Tarzan and the Champion、1940）
  3. ターザンとジャングルの殺人者（Tarzan and the Junglr Murder、1940）
25. ターザンの双生児（1976年）（The Tarzan Twins、1927） - Tarzan and The Tarzan Twins with jad-bal-ja the Golden Lion、1936を含む。

番外
石器時代から来た男（1977年）（The Eternal Savage、またはThe Eternal Lover、1925）
（未訳）（Tarzan: The Lost Adventure） - 遺稿をジョー・R・ランズデールが完成させた。

### 地底世界（ペルシダー）シリーズ
1. 地底世界ペルシダー（早川 1971年） / 地底の世界ペルシダー（創元 1973年）（At the Earth's Core、1922）
2. 危機のペルシダー（早川 1971年） / 翼竜の世界ペルシダー（創元 1974年）（Pellucidar,1923）
3. 戦乱のペルシダー（早川 1971年） / 海賊の世界ペルシダー（創元 1975年）（Tanar of Pellucidar、1929）
4. 地底世界のターザン（早川 1971年） / ターザンの世界ペルシダー（創元 1976年）（Tarzan at the Earth's Core、1930）
5. 栄光のペルシダー（早川 1971年） / 石器の世界ペルシダー（創元 1976年）（Back to the Stone Age、1937）
6. 恐怖のペルシダー（早川 1971年） / 恐怖の世界ペルシダー（創元 1977年）（Land of Terror、1944）
7. ペルシダーに還る（早川 1972年） / 美女の世界ペルシダー（創元 1977年）（Savage Pellucidar、1963）
  1. ペルシダーに還る（早川） / ペルシダーに帰る（創元）（The Return to Pellucider）
  2. 青銅器時代の男たち（早川） / 青銅器時代の人間 （創元）（Men of The Bronze Age）
  3. 虎の女（早川） / 剣歯虎の女（創元）（Tiger Girl）
  4. 野性のペルシダー（早川）（Savage Pellucidar）

最終巻は連作中篇である。第4部は早川が版権を独占所有しているため、創元版はダイジェストとなっている。

### 太古世界（キャスパック）シリーズ
3部作。東京創元社（とアメリカ版ハードカバー（McClurg．））は全1巻、早川書房（とアメリカのエース・ブックス版ペーパーバック）からは全3巻として刊行されている。
- 時間に忘れられた国（全）（創元 1971年）（The Land That Time Forgot、1924）

1. 時に忘れられた世界（早川 1970年）（The Land That Time Forgot）
2. 時に忘れられた人々（早川 1971年）（The People That Time Forgot）
3. 時の深き淵より（早川 1971年）（Out of Time's Abyss）

### その他の既訳
項目（リンク先）のあるものは、そちらを参照。

#### マッカー・シリーズ
アメリカ版（McClurg．）は全1巻。
1. 南海の秘境（1980年）（The Mucker、1921）
2. 風雲のメキシコ（1980年）（The Return of the Mucker）

#### アパッチ・シリーズ
1. ウォー・チーフ（1989年）（The War Chief、1927）
2. アパッチ・デビル（1989年）（Apache Devil、1933）

#### シリーズ以外
- さい果ての星の彼方に（1970年）（Beyond the Farthest Star、1964）（カナベラル社『金星の魔法使』に併録）
- 5万年前の男（1970年）（Beyond the Farthest Star、1964）（カナベラル社『金星の魔法使』に併録）
- 失われた大陸（1971年）（The Lost Continent、1957）
- 石器時代から来た男（1977年）（The Eternal Savage、1925）
- 石器時代へ行った男（1977年）（The Cave Girl、1925）
- ルータ王国の危機（1981年）（The Mad King、1926）
- モンスター13号（創元 1978年） / モンスター・マン（早川 1973年）（The Monster Man、1929）
- 密林の謎の王国（1979年）（The Land of Hidden Men、1932）
- 砂漠のプリンス（1980年）（The Lad and the Lion、1938）
- カリグラ帝の野蛮人（1982年）（I am a Barbarian、1967）

### 未訳
出典のあるもののみ、邦題を記載する。
- The Girl From Hollywood、1923
- The Bandit of Hell's Bend、1925
- トーンの無法者[28][29]（The Outlaw of Torn、1919）
- The Oakdale Affair and the Rider、1937
- 騎手殿下[30]（H.R.H The Rider、1937）
- The Scientists Revolt、1939（掲載年）
- The Dequty Sheriff of Comanche Country、1940
- マン・イーター[20]（The Man-Eater、1957）
- ファリスの店から来た娘[21]（The Girl from Farris's、1959）
- 能率専門家[31]（The Efficiency Expert、1965）
- 海賊の血[31]（Pirate Blood、1970）
- You Lucky Girl!

## バローズの作風

### ポリシー
1. 読者に喜ばれる物を書く。
2. 金にならない物は書かない[32]。

これにより、冒険ものやSF小説が多く、恋愛小説や現代小説などは少ない 。

### 貴族願望
バローズのヒーローとヒロインは、どちらか（もしくは両方）が王族や貴族の家系、あるいは名誉ある家系である事が多い。これは、「アメリカ人の、王侯貴族への憧れ」といわれている。

### 独学、自己流
創作については独学で小説を書き始めた、と伝えられる。ただし、バローズは作家として活動する前、シカゴ公共図書館へ通い、様々な書籍に目を通した。また、書き上げるスピードが早かった、といわれる。
作風としては、複数の登場人物（のグループ）が登場し、それぞれの個別の行動を交互に追いながら、彼らがひとつの目標に合流する、という点が特徴。目新しい手法ではないが、バローズの作風には合っていた。また、ヒーローは紳士的で屈強な戦士だが想像力に欠け、ヒロインは美しく貞淑で受動的であり、多くのキャラクターは紋切り型である。
ターザン・シリーズを10冊以上翻訳した高橋豊は、次の点を指摘している。
初期の作品
「語り口は古めかしくて難渋」、「不器用にごてごてと泥絵の具を塗りたくるような」、「やぼったい」（以上、「ターザン物語のスタイル」（『無敵王ターザン』より）。
ターザンの密林物語（雑誌連載、1916年9月～1917年8月）
「連作短編に初挑戦することで新境地を開いた」、「文体がひきしまり、タッチが軽妙になった」、「小説の幅が広くなった」など、「顕著な変化が見られる」と語っている（「訳者あとがき-ターザンと〈〈大自然〉〉-」）。
無敵王ターザン（雑誌掲載、1930年10月）
こちらに対しては、「洗練されて力強い、独自の文体」、と評価している。

### 長期シリーズもの
バローズの作品の内、初期から最終期まで書き続けていたのは火星シリーズ、ターザン・シリーズ、ペルシダー・シリーズの3シリーズである。これらのシリーズには、共通点がある（特に火星とペルシダー）。
世代交代、主人公交代
1911年から1944年頃まで、30年以上に渡る執筆のため、当然、キャラクターも歳を取る。また、主役は2部（3部）作での冒険を経て結婚し、新たなロマンスは生まれない。
火星の場合はジョン・カーターの息子と娘が、それぞれ第4巻と第5巻の主役を務めている。また、ペルシダーではデヴィッドの子供は登場しないが、友人（ガーク）の息子タナーが、第3巻の主役を務めている。
その後は、他の人物を主役に配置することで、新たなロマンスを読者に提供している（火星シリーズ第6巻～第10巻、ペルシダー・シリーズ第4巻以降）。
しかし、終盤では、最初のヒーローに主役が戻っている（火星シリーズ第8巻以降、ペルシダー・シリーズ第6巻以降）。
ターザン・シリーズの場合も、第4巻では息子のジャックが主役を務めている。しかし、第10巻を境に、ターザンの家庭は影が薄くなり、経年がはっきりしなくなっていく（第7巻では第一次世界大戦に巻き込まれている）。
連作形式
火星、ペルシダーとも、終盤は連作短編（中篇）で構成されている（火星シリーズ第10巻、第11巻。ペルシダー・シリーズ第7巻。及び、金星シリーズ第5巻）。これは、まず火星シリーズ第9巻で試された。この方法の採用は、バローズの体力が衰え、長編を書ききることが出来なくなったためである。
ターザン・シリーズにおいても、終期には中篇・短篇が書かれている（『勝利者ターザン』収録の「ターザンと難船者」、「ターザンとチャンピオン」、「ターザンとジャングルの殺人者」）。ただし、初期においても短編集は存在している（『ターザンの密林物語』）。

### 先人とバローズ
バローズの初期作品には、先人の作品を参考にした作品がある。
ルータ王国の危機（The Mad King）
アンソニー・ホープ『ゼンダ城の虜』
時間に忘れられた国（The Land That Time Forgot）
アーサー・コナン・ドイル『失われた世界』
石器時代から来た男（The Eternal Savage）
ヘンリー・ライダー・ハガード『洞窟の女王』

## クロスオーバー
バローズの作品は、他の作品と関係を持っている場合がある。
火星シリーズ
執筆者（発表者）として、最初からバローズの名が掲げられている。
第7巻、第9巻にて「グリドリー波（グリドリー波長）」が登場（ペルシダー・シリーズ第3巻で発見されたもの）。
ターザン・シリーズ
ターザンがペルシダーを訪れている。その際、ペルシダーの類人猿・サゴス族の使用する言語が、ターザンを育てたアフリカの類人猿の言語と一致する事が判明している。
石器時代から来た男（The Eternal Savag）
2部構成。脇役として、グレーストーク卿（引退後のターザン）が登場。ターザンシリーズ第2巻と第3巻の間に位置し、ターザンの息子、ジャックが初登場した。
ヒロインはヴィクトリア・カスターだが、その兄のバーニー・カスター（『ルータ王国の危機』の主人公）と、バッツォー中尉も登場。
ルータ王国の危機（The Mad King）
バーニー・カスターが主人公。バッツォー中尉は友人。
第2部冒頭において、ヴィクトリア・カスターが登場。
本作は2部構成であり、第1部と第2部の間に、『石器時代から来た男』が書かれている。
金星シリーズ
第1巻の序盤において、ジェイスン・グリドリー（ペルシダー・シリーズ第3巻で初登場。第4巻では主人公を務めた。グリドリー波の発見者）が登場。フォン・ホルスト（ペルシダー・シリーズ第5巻の主人公）発見を連絡してくる。
第5作の「はしがき」で、バローズの署名が登場。
主人公カースン・ネイピアは火星を目指してロケットで出発したが、事故で金星に不時着した。この「火星」は、「生物の存在している可能性がある」というレベルで紹介されており、「バルスーム」などの単語・事象は現れていない。
月シリーズ
火星（バルスーム）、ヘリウム、ジョン・カーター、第8光線、バルスーム光線といった固有名詞が登場。
宇宙船バルスーム号は、地球から火星を目指して出発したが、月に不時着した。
ペルシダー・シリーズ
第3巻の冒頭で、バローズが登場（グリドリーと同席）。
他は前掲（火星シリーズ、ターザン・シリーズ、金星シリーズ）。
なお、構想の段階では、火星シリーズの第4巻に、ターザンが登場する予定があった。
トーンの無法者
主人公の対戦相手としてグレイストークという騎士が登場する（ターザンの先祖に該当）。

## 映像化作品
説明のないものは映画作品。また、アメリカ作品については明記せず。なお、ターザン・シリーズは膨大になるので、ターザン#ターザン映画・TVの一覧を参照。
砂漠のプリンス
1917年、セリグ・プロ。
アミカス・プロダクション製作のイギリス映画。
恐竜の島（The Land That Time Forgot） - 1975年。原作は『時に忘れられた世界』（『時間に忘れられた国』第1部）。
地底王国（At the Earth's Core） - 1976年。原作はAt the Earth's Core（ハヤカワ版『地底世界ペルシダー』、創元版『地底の世界ペルシダー』）
続・恐竜の島（The People That Time Forgot） - 1977年。原作は『時に忘れられた人々』（『時間に忘れられた国』第2部）だがかなり変更点が多く別の作品に近い。
ランド・オブ・ザ・ロスト（The Land That Time Forgot）
2009年(ビデオ作品)。原作は『時に忘れられた世界』。大筋は追っているものの、進化の謎は触れられずに終わった。
アバター・オブ・マーズ（Princess of Mars）
2009年(ビデオ作品)。原作は『火星のプリンセス』。
ジョン・カーター（John Carter）
2012年。原作は『火星のプリンセス』。3部作の第1部として製作されたが、続編（The Gods of Mars（『火星の女神イサス』）は未定。